# Мижаву
Мижав или мижаву (малајалам: മിഴാവ) је велики бакарни бубањ који се свира као пратећи перкусиони инструмент у извођачкој уметности Керале. Свира га заједница Амбалаваси Намбиар. Бубањ се свира само рукама и сматра се светим. Користи се за пратњу светог ритуалног храмског извођења Кодиатама и Котуа. Само члановима заједнице Амбалаваси Намбиар је дозвољено да га свирају у храмовима.